# Aedes ealaensis
Aedes ealaensis är en tvåvingeart som beskrevs av Huang 2004. Aedes ealaensis ingår i släktet Aedes och familjen stickmyggor.
Artens utbredningsområde är Kongo. Inga underarter finns listade i Catalogue of Life.